# Homnabad
Homnabad là một thị xã của quận Bidar thuộc bang Karnataka, Ấn Độ.

## Địa lý
Homnabad có vị trí 17°46′B 77°08′Đ / 17,77°B 77,13°Đ Nó có độ cao trung bình là 638 mét (2093 feet).

## Nhân khẩu
Theo điều tra dân số năm 2001 của Ấn Độ, Homnabad có dân số 36.511 người. Phái nam chiếm 52% tổng số dân và phái nữ chiếm 48%. Homnabad có tỷ lệ 64% biết đọc biết viết, cao hơn tỷ lệ trung bình toàn quốc là 59,5%: tỷ lệ cho phái nam là 71%, và tỷ lệ cho phái nữ là 55%. Tại Homnabad, 16% dân số nhỏ hơn 6 tuổi.